# Wendela Hellman
Wendela Elisabet Gustafa Hellman, född Aspegren den 11 juli 1881 i Malmö, död den 30 juni 1972 i Härnösand, var en svensk lärare.

## Biografi
Wendela Hellman var dotter till grosshandlaren Elis Edvard Aspegren (1839–1916) och Johanna Gustava, född Hedenskog (1843–1926); hon hade tre äldre bröder. Familjen bodde i centrala Malmö, men när äldste sonen tog över faderns verksamhet arrenderade Elis Aspegren Forsmöllans herrgård några mil utanför staden.
Wendela Hellman gick i läroverket för flickor i Malmö och utbildade sig sedan till lärarinna vid seminariet. Efter lärarexamen avlade hon en akademisk examen vid Marburgs universitet i Tyskland, men det som kom att få största betydelse för henne var en utbildning vid Nääs slöjdlärarseminarium. Hon tjänstgjorde som föreståndare och lärare för samrealskolor i Västergötland och Kramfors. Det var vid ett seminarium i Kramfors, anordnat av Ångermanlands slöjdförening, som hon träffade sin blivande make.
I januari 1910 gifte hon sig med Theodor Hellman i Malmö stadskyrka och det nygifta paret bosatte sig i Härnösand. Tillsammans fick de två söner och två döttrar mellan åren 1912 och 1918. De närmaste åren efter giftermålet började uppbyggnaden av Murbergsmuseet där Wendela Hellman blev sin makes medarbetare. Hon hjälpte till med att ordna lotterier och basarer av allehanda slag, allt för att få medel till insamlingsarbetet. Hon var med och arrangerade vårfester på Murberget. 1942 bosatte sig paret Hellman i prästgården från Viksjö, som fungerade som tjänstebostad på Murberget.
Hellman ansågs vara en mycket driftig kvinna och en utpräglad sällskaps- och föreningsmänniska. Under 16 år var hon ordförande i Härnösands husmodersförening. Hon arbetade även i Härnösands Fredrika Bremer-krets som hon var med och bildade. Hon arrangerade fester, konserter och basarer på Murberget.
År 1958 blev hon änka, men bodde kvar i prästgården till 1970. Sonen Bo Hellman övertog 1947 faderns arbete som intendent vid museet.
Wendela Hellman har givit namn till ett av Härnösands högstadieskolor.